# Аушковиц

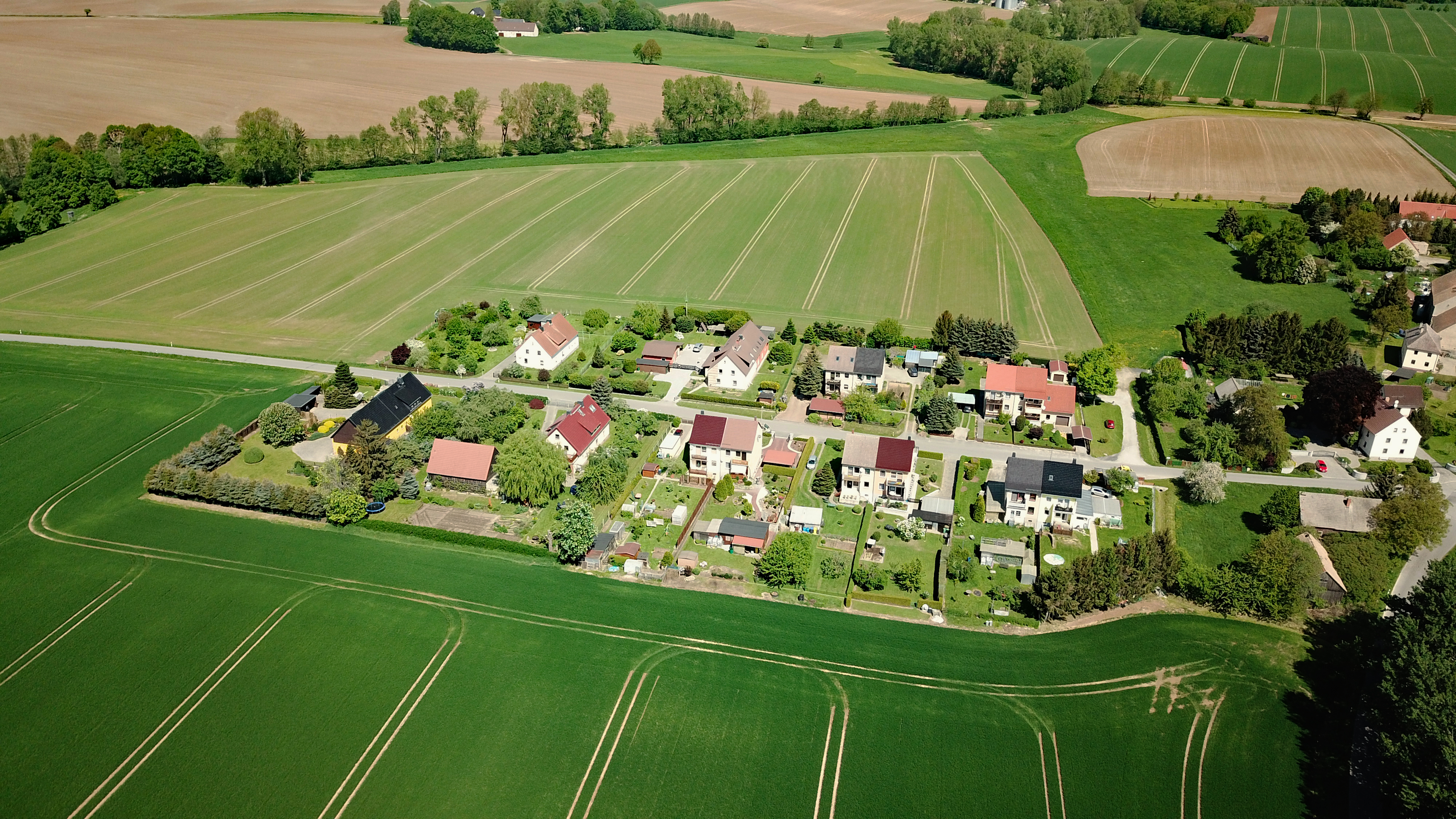

А́ушковиц или Ву́чкецы (нем. Auschkowitz; в.-луж. Wučkecy) — деревня в Верхней Лужице, Германия. Входит в состав коммуны Буркау района Баутцен в земле Саксония. Подчиняется административному округу Дрезден.

## География
Соседние населённые пункты: на севере — деревня Лейно коммуны Паншвиц-Кукау, на востоке — деревня Чешкецы коммуны Гёда, на юге — деревня Панецы, на западе — деревня Малы-Восык и на северо-западе — деревня Часецы коммуны Паншвиц-Кукау.
Деревня не входит в официальную Лужицкую поселенческую область.

## История
Впервые упоминается в 1365 году под наименованием Uskewicz. В течение шестисот лет принадлежала женскому монастырю Мариенштерн.
C 1957 по 1994 года входила в состав коммуны Кляйнхенхен. С 1994 года входит в современную коммуну Буркау.
Исторические немецкие наименования:
- Uskewicz, 1365
- Uschkowicz, 1377
- Ußkewitz, 1419
- Vskewicz, Ußkewicz, Auskewicz, Außkewicz, Awschkewicz, 1428
- Auskewitz, 1513
- Vtzschkewitz, 1617
- Auschkowitz, Utschkowitz ,1791

## Население
Официальным языком в населённом пункте, помимо немецкого, является также верхнелужицкий язык.
Согласно статистическому сочинению «Dodawki k statisticy a etnografiji łužickich Serbow» Арношта Муки в 1884 году в деревне проживало 56 человек (из них — 52 серболужичанина (93 %)).
Лужицкий демограф Арношт Черник в своём сочинении «Die Entwicklung der sorbischen Bevölkerung» указывает, что в 1956 году при общей численности в 82 человека серболужицкое население деревни составляло 14,6 % (из них верхнелужицким языком активно владело 7 человек, 5 — пассивно).
| 1834 | 1871 | 1890 | 1910 | 1925 | 1939 | 1946 | 1950 | 2011 |
| ---- | ---- | ---- | ---- | ---- | ---- | ---- | ---- | ---- |
| 65   | 72   | 66   | 59   | 57   | 58   | 100  | 83   | 80   |